# Bembidion carinula
Bembidion carinula är en skalbaggsart som beskrevs av Maximilien de Chaudoir. Bembidion carinula ingår i släktet Bembidion och familjen jordlöpare. Inga underarter finns listade i Catalogue of Life.